# Intel Smart Response
Smart Response Technology — технологія кешування, вперше застосована Intel в чипсетах Z68 для процесорів на архітектурі Sandy Bridge.
Технологія Smart Response Technology припускає використання твердотільних накопичувачів (SSD) як кешу для жорстких дисків (HDD). Для того, щоб використовувати SRT-кешування, необхідно мати материнську плату, що підтримує технологію Smart Response Technology, SSD накопичувач об'ємом від 20 до 64 Gb і комплект драйверів Intel Rapid Storage.
Використання технології дозволяє прискорити повторювані операції, такі як запуск додатків, шляхом переміщення даних на швидкий носій (рос. тиринг, англ. tiering). Обмеження, що накладаються технологією на розмір SSD накопичувача, дозволяють виробляти бюджетне збільшення продуктивності системи за рахунок використання неактуальних моделей SSD.